# A Viagem de Pedro
A Viagem de Pedro é um filme de drama luso-brasileiro de 2022, dirigido por Laís Bodanzky e roteirizado pela própria diretora em parceria com Luiz Bolognesi e Chico Mattoso. O filme é estrelado por Cauã Reymond no papel de Dom Pedro I retrata uma visão pessoal sobre a vida do primeiro imperador brasileiro e os acontecimentos históricos que aconteceram ao redor dele. Conta ainda com as atuações de Luísa Cruz, Luise Heyer, Rita Wainer, Isabél Zuaa, Welket Bunguê, Victoria Guerra e João Lagarto no elenco.
Foi um dos pré-selecionados como um dos representantes do Brasil para o Oscar de melhor filme internacional.

## Enredo
Uma visão pessoal sobre a vida de Dom Pedro I (Cauã Reymond) e dos eventos históricos que giram em torno do príncipe, com foco em um momento crucial de sua jornada. Em 1831, o primeiro Monarca do Brasil retorna à Europa em circunstâncias desfavoráveis, a bordo do navio inglês Warspite. Diante de sua renúncia ao trono brasileiro, este é um momento de profunda contemplação para D. Pedro I, que reflete sobre os equívocos e acertos de sua governança desde sua chegada ao país aos 10 anos de idade, em 1808, acompanhado por sua família. A Jornada de Pedro aborda questões sensíveis em relação ao imperador do Brasil durante seu retorno à Europa. Temas como sua virilidade, epilepsia e suspeitas de ter contraído sífilis, bem como sua instabilidade emocional ao deixar seu filho no país e separar-se dele. A representação íntima de Pedro revelará como ele se sentia desleal a Portugal e como se via sem uma pátria definida.

## Elenco
- Cauã Reymond como Dom Pedro I
- Luísa Cruz como Carlota Joaquina de Bourbon
- Luise Heyer como Maria Leopoldina
- Francis Magee como Comandante Talbot
- Rita Wainer como Domitila de Castro
- Isabél Zuaa como Dira
- Welket Bunguê como Contra Almirante Lars
- Victoria Guerra como Amélia de Leuchtenberg
- Celso Frateschi como José Bonifácio de Andrada e Silva
- Luisa Gattai como Maria da Glória
- Isac Graça como D. Miguel
- João Lagarto como Dom João VI
- Geoffrey Russell como Lieutenant Williams
- Gustavo Machado como Chalaça
- Soren Hellerup como Bispo

## Produção

### Concepção e Desenvolvimento

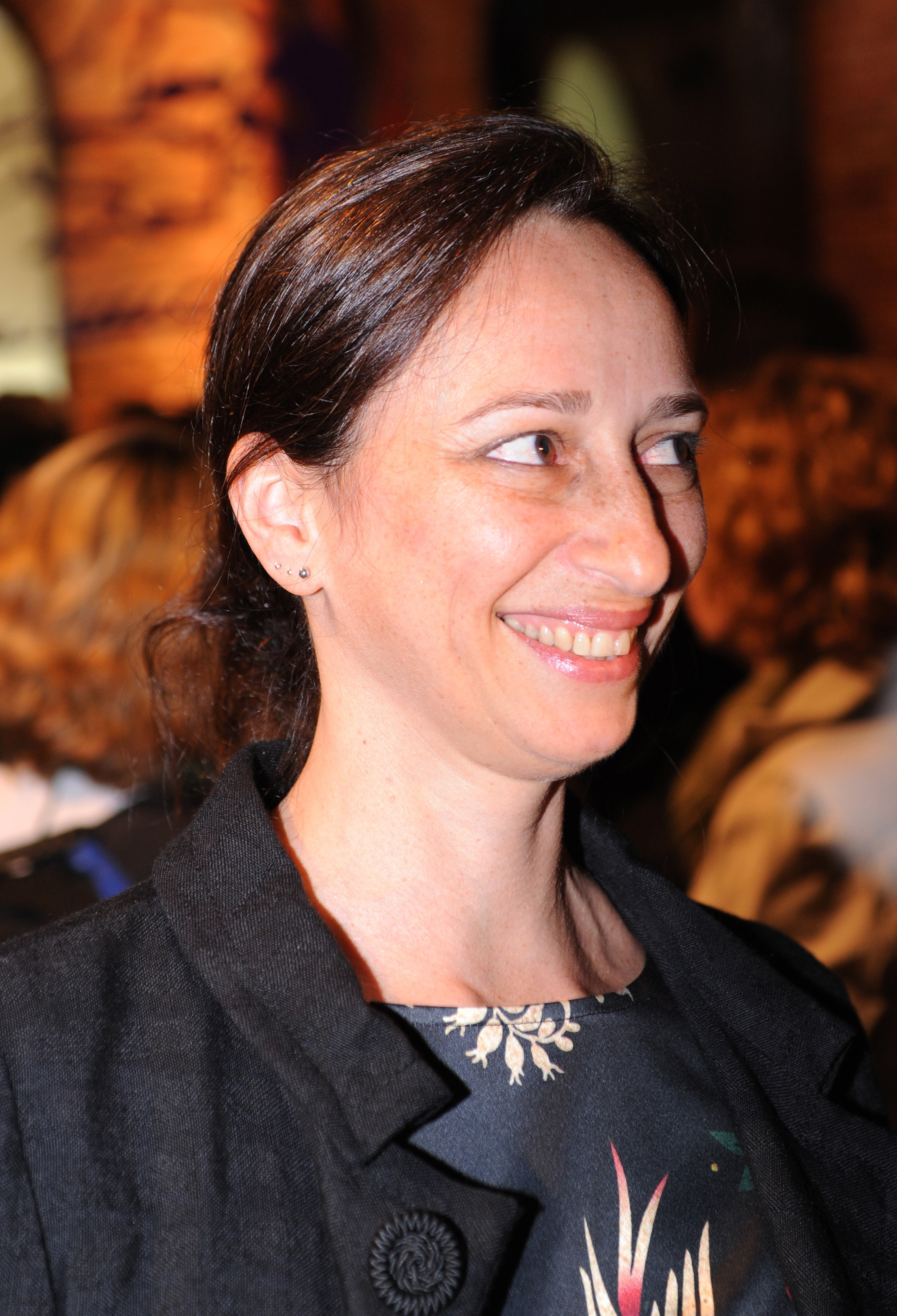
Laís Bodanzky idealizou o enredo do filme.

O projeto teve seu início graças à iniciativa de Cauã Reymond e Mário Canivello, que, na época, eram sócios da produtora Sereno Filmes. Eles encontraram inspiração no livro "Dom Pedro I - A Luta pela Liberdade no Brasil e em Portugal, 1798 - 1834" do escritor Neill W. Macaulay Jr. e decidiram transformá-lo em um longa-metragem. "Esse projeto surgiu a partir do desejo de começar a trilhar meu próprio caminho como ator", comenta Reymond, que também é co-produtor do filme e já atuou como produtor associado em diversos outros projetos ao longo de sua carreira no cinema brasileiro, incluindo Alemão, Uma Quase Dupla e Tim Maia. Cauã complementa dizendo: "Eu queria uma perspectiva feminina, e Laís era a pessoa certa", referindo-se à escolha de Laís Bodanzky como diretora do projeto.
Laís Bodanzky assume um risco ao apresentar ao público uma visão distinta daquela que conhecemos do "grande herói" nacional de Dom Pedro I. Ao longo da história, testemunhamos um retrato mais autêntico de Pedro, revelando suas múltiplas imperfeições, especialmente por meio das mudanças temporais e espaciais, que revelam um monarca promíscuo e ávido por poder, resultando em uma relação problemática com Leopoldina, na qual ocorrem agressões verbais, emocionais e físicas. Durante uma entrevista ao Jornal do Brasil, a diretora abordou a conexão que o público estabelece com essa abordagem: Normalmente, estamos familiarizados com os personagens históricos como heróis, conhecendo apenas suas realizações bem-sucedidas ao longo de suas jornadas. A proposta era desconstruir esses ícones heroicos, revelando suas fragilidades, angústias, contradições, erros e culpas.
Além do aspecto psicológico de Dom Pedro I, a concepção do filme também se destaca pela meticulosa ambientação da trama, onde, além de explorar as opiniões e conflitos pessoais do monarca, são evidenciados os conflitos sociais, como a questão da escravidão, que é amplamente abordada na narrativa. A trama inclui referências à religião africana e incorpora músicas características dos grupos de escravos. A maioria dos tripulantes no navio são servos escravizados, que sonham em chegar à Europa em busca de liberdade, um desejo que é expresso claramente pela personagem Dira (interpretada por Isabél Zuaa), que anseia pela liberdade e que, de certa forma, se entrega momentaneamente aos encantos de Pedro.

## Lançamento
A Viagem de Pedro teve sua première mundial em 21 de outubro de 2021 durante a Mostra Internacional de Cinema de São Paulo. Em 8 de maio de 2022, estreou no  IndieLisboa Festival Internacional de Cinema. No mesmo mês, no dia 19, foi lançado comercialmente em Portugal. Em 30 de agosto de 2022, o filme encerrou a mostra de filmes do 1º Festival Internacional de Cinema de João Pessoa, o FestincineJP, na Paraíba. No Brasil, o filme foi lançado comercialmente em 1 de setembro de 2022, mês em que se comemorou o bicentenário da Independência do Brasil, declarada por Dom Pedro I.

### Exibição na televisão
Em 17 de outubro de 2022, o filme foi lançado na com exclusividade pelo canal de televisão por assinatura Telecine Premium, sendo essa sua primeira exibição fora dos festivais e das salas de cinema.

## Recepção

### Análise da crítica

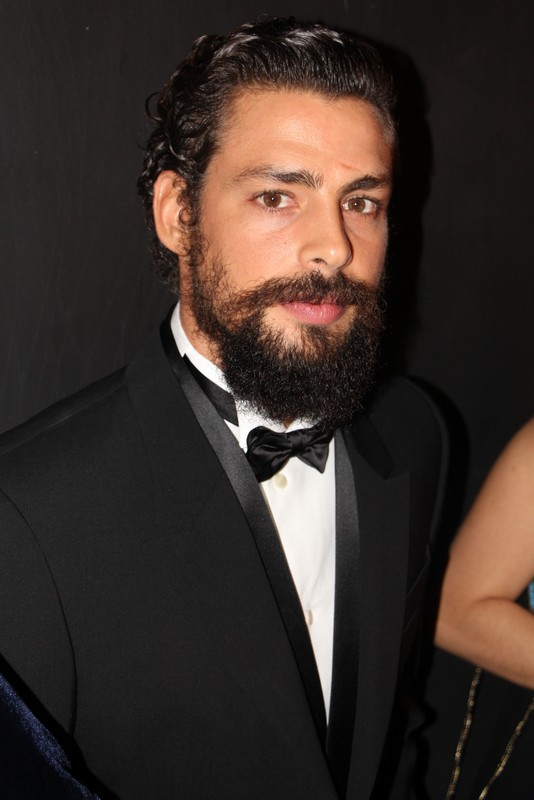
A performance de Cauã Reymond como Dom Pedro I foi elogiada pela crítica.

A Viagem de Pedro foi recebido com avaliações mistas e negativas por parte dos críticos especializados. Pedro Strazza, escrevendo para o website Omelete, atribuiu ao filme a nota 2 de 5, o que o classifica como "Regular", e disse: "Não há dúvidas de que há algum prazer no exercício de se desfazer a imagem de herói de uma figura real nos tempos atuais, mas despir um rei em tese pede por algo além do vislumbre humano, uma nova leitura que dê conta de reposicionar as imagens antes abandonadas à putrefação. Para um filme sobre estátuas, A Viagem de Pedro é um drama dos mais engessados". Do CinePOP, Janda Montenegro escreveu sobre a performance de Cauã Reymond, dizendo que o ator se "despe o imperador dos seus inúmeros sobrenomes e entrega um protagonista confuso, paranoico, a beira do surto, doente e disposto a se agarrar nas religiões de matriz africana para blindar seu destino". Sobre filme, Montenegro o definiu como "uma experiência cinematográfica que alcança a expectativa gerada desde o anúncio de sua filmagem. Com ares de superprodução, porém com baixo orçamento e parceria com a Marinha, o longa contribui para desconstruir a imagem da família imperial perfeita e intocável, colocando-a, felizmente, dentre o mundo dos mortais".
O crítico Marcos Faria, website Cineset, analisou o filme, levando em consideração os desafios enfrentados ao retratar um personagem como esse. Cauã Reymond consegue lidar com essa tarefa com sucesso. O segredo talvez resida, em parte, no fato de que nunca nos esquecemos completamente de que o ator na tela é Cauã Reymond. Isso não significa que ele não seja talentoso - ele é, mas está longe de ser um camaleão como intérprete, e sua imagem de galã da televisão sempre está presente. Faria, no entanto, mencionou que a escolha do ator (que também é um dos produtores do filme) traz outra vantagem: em meio a uma diversidade de sotaques - alguns europeus, outros africanos - Dom Pedro I possui sua própria linguagem: o português brasileiro (mais especificamente, o sotaque carioca de seu intérprete). Isso significa que sua posição como um estrangeiro naquele cenário político, um forasteiro à deriva, está sempre bem destacada - e aqui, mais uma vez, o rosto reconhecível do galã, verdadeiramente chamativo em sua fama e beleza, ajuda a manter o personagem isolado de certa forma.
Matheus Mans, do site Esquina de Cultura, avaliou o filme positivamente e defendeu que o filme deveria ter sido o escolhido para representar o Brasil na corrida para o Óscar de melhor filme estrangeiro, no lugar de Marte Um. Mans escreveu que "mais do que um bom filme, A Viagem de Pedro também se torna um documento histórico - reinterpretado e com fortes tintas ficcionais, é claro - que ajuda a recontar a origem do País como uma nação. Chega de pensar no Brasil como um país unilateral. A Viagem de Pedro consegue, em 96 minutos, honrar as tais independências que rondam nossa História. Pena que o final seja capenga, com algumas escolhas óbvias. Se não fosse isso, seria um filme impecável".

## Prêmios e indicações
| Ano  | Associações                                        | Categoria                                 | Recipiente(s) | Resultado |
| ---- | -------------------------------------------------- | ----------------------------------------- | --- | --------- |
| 2021 | Mostra Internacional de Cinema de São Paulo        | Melhor Filme                              | A Viagem de Pedro | Indicado  |
| 2021 | Festival Internacional de Cinema do Rio de Janeiro | Melhor Filme                              | A Viagem de Pedro | Indicado  |
| 2021 | Festival Internacional de Cinema do Rio de Janeiro | Melhor Diretor                            | Laís Bodanzky | Venceu    |
| 2021 | Festival Internacional de Cinema do Rio de Janeiro | Melhor Ator Coadjuvante                   | Sérgio Laurentino | Venceu    |
| 2022 | Los Angeles Brazilian Film Festival                | Melhor Filme                              | A Viagem de Pedro | Venceu    |
| 2022 | Los Angeles Brazilian Film Festival                | Melhor Diretor                            | Laís Bodanzky | Venceu    |
| 2022 | Los Angeles Brazilian Film Festival                | Melhor Cinematografia                     | Pedro J. Márquez | Venceu    |
| 2022 | Los Angeles Brazilian Film Festival                | Menção Honrosa de Atuação                 | Isabél Zuaa | Venceu    |
| 2022 | Brazilian Film Festival of Miami                   | Melhor Filme                              | A Viagem de Pedro | Indicado  |
| 2022 | Brazilian Film Festival of Miami                   | Melhor Filme de Longa-metragem            | A Viagem de Pedro | Indicado  |
| 2022 | Brazilian Film Festival of Miami                   | Melhor Diretor                            | Laís Bodanzky | Venceu    |
| 2022 | Brazilian Film Festival of Miami                   | Melhor Cinematografia                     | Pedro J. Márquez | Venceu    |
| 2022 | Brooklyn Film Festival                             | Melhor Filme                              | A Viagem de Pedro | Indicado  |
| 2022 | Septimius Awards                                   | Melhor Filme Americano                    | A Viagem de Pedro | Venceu    |
| 2022 | Septimius Awards                                   | Melhor Ator Americano                     | Cauã Reymond | Indicado  |
| 2022 | Prêmio ABC de Cinematografia                       | Melhor Montagem                           | Eduardo Gripa | Indicado  |
| 2023 | CinEuphoria Awards                                 | Melhor Filme                              | A Viagem de Pedro | Indicado  |
| 2023 | CinEuphoria Awards                                 | Melhor Pôster                             | A Viagem de Pedro | Venceu    |
| 2023 | CinEuphoria Awards                                 | Melhor Trailer                            | A Viagem de Pedro | Indicado  |
| 2023 | CinEuphoria Awards                                 | Melhor Diretor                            | Laís Bodanzky | Indicado  |
| 2023 | CinEuphoria Awards                                 | Melhor Ator                               | Cauã Reymond | Venceu    |
| 2023 | CinEuphoria Awards                                 | Melhor Atriz                              | Luísa Cruz | Indicada  |
| 2023 | CinEuphoria Awards                                 | Melhor Ator Coadjuvante                   | Isac Graça | Indicado  |
| 2023 | CinEuphoria Awards                                 | Melhor Ator Coadjuvante                   | João Lagarto | Indicado  |
| 2023 | CinEuphoria Awards                                 | Melhor Ator Coadjuvante                   | Welket Bunguê | Venceu    |
| 2023 | CinEuphoria Awards                                 | Melhor Atriz Coadjuvante                  | Isabél Zuaa | Venceu    |
| 2023 | CinEuphoria Awards                                 | Melhor Atriz Coadjuvante                  | Victoria Guerra | Indicada  |
| 2023 | CinEuphoria Awards                                 | Melhor Roteiro                            | Laís Bodanzky, Luiz Bolognesi e Chico Mattoso                                                                                | Indicado  |
| 2023 | CinEuphoria Awards                                 | Melhor Montagem                           | Eduardo Gripa | Indicado  |
| 2023 | CinEuphoria Awards                                 | Melhor Figurino                           | Patrícia Dória, Marjorie Gueller e Joana Porto                                                                               | Indicado  |
| 2023 | CinEuphoria Awards                                 | Melhor Maquiagem                          | Rita de Castro, Nuno Esteves, Débora Saad e Tayce Vale                                                                       | Indicado  |
| 2023 | CinEuphoria Awards                                 | Melhor Elenco                             | Welket Bungué, Luísa Cruz, Isac Graça, Victoria Guerra, Luise Heyer, João Lagarto, Francis Magee, Cauã Reymond e Isabél Zuaa | Indicado  |
| 2023 | Prémios AIP de Cinema                              | Melhor Cinematografia de Filme            | Pedro J. Márquez | Venceu    |
| 2023 | Prémios Sophia                                     | Melhor Atriz Secundária                   | Isabél Zuaa | Indicada  |
| 2023 | Prémios Sophia                                     | Melhor Ator Secundário                    | Welket Bunguê | Indicado  |
| 2023 | Prémios Sophia                                     | Melhor Caracterização / Efeitos Especiais | Nuno Esteves e Tayce Vale | Venceu    |
| 2023 | Prémios Sophia                                     | Melhor Maquilhagem e Cabelos              | Rita de Castro | Venceu    |
| 2023 | Grande Prêmio do Cinema Brasileiro                 | Melhor Longa-Metragem de Ficção           | A Viagem de Pedro | Indicado  |
| 2023 | Grande Prêmio do Cinema Brasileiro                 | Melhor Direção                            | Laís Bodanzky | Indicado  |
| 2023 | Grande Prêmio do Cinema Brasileiro                 | Melhor Ator                               | Cauã Reymond | Indicado  |
| 2023 | Grande Prêmio do Cinema Brasileiro                 | Melhor Roteiro Original                   | Laís Bodanzky, Luiz Bolognesi e Chico Mattoso                                                                                | Indicado  |
| 2023 | Grande Prêmio do Cinema Brasileiro                 | Melhor Direção de Fotografia              | Pedro J Marquez | Indicado  |
| 2023 | Grande Prêmio do Cinema Brasileiro                 | Melhor Direção de Arte                    | Adrian Cooper | Venceu    |
| 2023 | Grande Prêmio do Cinema Brasileiro                 | Melhor Figurino                           | Marjorie Gueller, Joana Porto e Patrícia Dória                                                                               | Venceu    |
| 2023 | Grande Prêmio do Cinema Brasileiro                 | Melhor Maquiagem                          | Tayce Vale e Blue | Venceu    |
| 2023 | Grande Prêmio do Cinema Brasileiro                 | Melhor Montagem                           | Eduardo Gripa | Indicado  |
| 2023 | Grande Prêmio do Cinema Brasileiro                 | Melhor Efeito Visual                      | Eduardo Schaal, Guilherme Ramalho e Hugo Gurgel                                                                              | Indicado  |